# Ligue contre la violence routière
La Ligue contre la violence routière est une association loi de 1901 fondée en 1983. Elle a pour objectif d'améliorer la sécurité routière en France. 
Elle est actuellement membre du Conseil national de la sécurité routière.

## Historique
En 1979 est créée l'Association des familles des victimes des accidents de la circulation (AFVAC) avec un double objectif : d'une part aider les victimes de la route dans leurs démarches administratives et judiciaires, d'autre part sensibiliser l'opinion publique et les pouvoirs publics. Les membres de l'association étant surtout des victimes de la route ou leurs proches, son action se concentre sur son premier objectif. Ses dirigeants décident de créer une seconde association, ouverte à un plus large public pour développer l'action de sensibilisation. La Ligue contre la violence routière est créée en 1983 par quatre membres de l'AFVAC, mères d'enfants tués dans des accidents de la route : Annick Brétagnol, Francine Cicurel, Geneviève Jurgensen et Odile Lesage. 
En 1994 Ghislaine Leverrier succède à Geneviève Jurgensen à la présidence de l'association. Philippe Laville assure à son tour cette fonction de 1998 à 2002. Chantal Perrichon prend la relève de 2002 à 2022. Depuis 2022, la présidence est assurée par Jean-Yves Lamant.
En 2005, la Ligue contre la violence routière devient membre du Conseil national de la sécurité routière (CNSR) pour une durée de trois ans. Elle est organisée en une fédération d'associations départementales.
En 2015, l'association publie un ouvrage intitulé Objectif zéro accident pour partager les connaissances acquises depuis sa création.

## Actions
La Ligue contre la violence routière est à l'origine d'évolutions en matière de sécurité routière : baisse du taux d'alcool autorisé, introduction du permis à points et obligation du siège bébé,. Elle a changé également la façon d’aborder la sécurité routière dans les médias en exprimant le point de vue des victimes de la route, au-delà des avis des spécialistes de l’automobile. Elle aborde la problématique de la sécurité routière sous l'angle des victimes d'accidents auxquelles elle apporte par ailleurs un accompagnement jusque devant les tribunaux. 
Elle interpelle les hommes politiques et mobilise par des pétitions. Vingt ans après sa création, le projet de loi de lutte contre la violence routière de février 2003, impulsé par Jacques Chirac nouvellement réélu président de la République française, reprend en partie à son compte un des objectifs de l’association : mettre fin à ce qu'elle considère être une relative impunité due à une certaine tolérance des forces de police, de la gendarmerie et des juges vis-à-vis des conducteurs en infraction. Jean-Pierre Raffarin, Premier ministre, déclare qu’on ne peut plus parler de l’insécurité routière avec « des mots qui mentent mais avec les  vrais mots, les mots de violence, de délinquance, les mots, quelquefois, d’assassinat ». « Nous avons enfin réussi à faire de la délinquance routière une délinquance ordinaire dans l'esprit des gens » se réjouit alors Geneviève Jurgensen.
La Ligue contre la violence routière demande de longue date une réduction de 10 km/h des limites de vitesse sur l'ensemble du réseau national.
L'association adopte des prises de positions écocitoyennes en matière d'automobile. Elle milite en faveur des « transports doux » et établit un classement annuel de la « voiture citoyenne », respectueuse de ses occupants, des autres usagers et de l'environnement. La voiture citoyenne souhaitée par la Ligue contre la violence routière devra être conçue pour respecter les limites de vitesse.
La Ligue contre la violence routière milite pour la généralisation du Lavia, limiteur de vitesse qui pourrait rendre les radars inutiles s'il était utilisé dans sa version la plus contraignante, le mode régulateur, qui impose au conducteur le respect des limitations de vitesse,. 
Au sein du CNSR, l'association prend des positions tranchées sur la législation, se positionnant contre l'inflation des réglementations, notamment sur l'alcoolémie au volant, et pour une meilleure utilisation des dispositifs législatifs existants.
En août 2017, la présidente de la Ligue contre la violence routière est invitée à Matignon à une réunion sur les moyens de mettre fin à l'augmentation continue de la mortalité routière depuis 2013 ; les conseillers du Premier ministre préconisent de limiter la vitesse à 80 km/h sur les routes secondaires. Une loi instaurant la limitation de la vitesse à 80 km/h sur les routes à double sens sans terre-plein central est adoptée et entre en vigueur à partir de juillet 2018. En janvier de l'année suivante, la Ligue contre la violence routière prend position contre l'idée d'un abandon ou d'un infléchissement de cette mesure.
En 2024, la Ligue contre la violence routière prend position contre la fin de la perte de points pour les excès de vitesse inférieurs à 5 km/h, et contre l'abaissement de l'âge du permis de conduire à 17 ans, deux mesures entrées en vigueur le 1er janvier 2024. Pierre Lagache, vice-président de l'association, estime que la première mesure va à l'encontre des préconisations des experts en matière de sécurité routière, et que la seconde soulève le problème de la maturité des jeunes par rapport à la conduite.
Les associations départementales de la Ligue mènent régulièrement des actions de sensibilisation auprès de différents publics.

## Menaces
Le 31 mai 2011, la Ligue contre la violence routière dépose plainte à Paris pour des menaces de mort et des insultes sur internet à l'encontre de sa présidente Chantal Perrichon,,. Les menaces et le harcèlement reprennent en 2018 après l'instauration de la limitation de vitesse à 80 km/h sur les routes nationales.